# キリスト論
キリスト論（キリストろん）は、イエス・キリストの人格、特に「神性」と「人性」の関係についてのキリスト教神学理論。
いわゆるキリスト論の古典的教理は451年のカルケドン公会議でひとまず確立されたが、これによればキリストは神性・人性の両性を完全に「混ざらず、変わらず、分かれず、離れない」形で備えるとされた（カルケドン信条）。そうではあるがキリスト論の萌芽はすでに『新約聖書』の中に見ることが出来、イエスは何者かという問いに対して『聖書』はさまざまな形で信仰的理解を表明している。これらの理解は教会の成立と成長によって次第に神学的・キリスト論的な形で整理されていき、特にキリスト教会がユダヤ人（ユダヤ教徒）から異邦人（異教徒）へと発展していったとき、このキリストの理解もそれまでのメシア的枠組みを脱し、キリストの先在とロゴスの受肉という表現を可能にするほど成長したことがうかがえる。本来キリスト論は、神であり人であるイエスの人格の秘密に対する信仰告白に根ざしたものであり、その告白の基盤はキリスト教徒の共同体である教会に置かれるものであるため、教会の成長・発展によって各状況を反映したキリスト論的表現が生じたことも不思議ではない。
原始教会のキリスト論は後代の教理や論争の意味からみるときまだキリスト論とは言い難いが、そのときすでにキリスト論が展開され始めたとみることが出来る。その後の初代教会は実に目覚ましい様々なキリスト論の出現と論戦の時代だったが、キリスト論の決定が教会の原動力であるイエスに対する信仰告白の決定である以上、教会の組織が形成途上にあった当時としては不可避の課題であったとも言える。このようにしてキリスト教会がいわゆる正統的なキリスト論を確立するまでは様々な困難な紆余曲折と、また教会内外の政治的影響も無くは無かった。しかし一般的に言って異端視されたキリスト論の大部分は「神であり人間である」という聖書的キリストの理解から外れたものだった。すなわちこれらは、キリストの神性を認め人性を否定するか、または反対にキリストの人性を選び神性を排斥する二つの流れに属するものだった。
一方その後から現代に至るキリスト論は大部分がカルケドン公会議で確立された古典的教理の路線に従った神学的弁証だと言える。